# Effektiv-spenden.org
Effektiv Spenden ist eine 2019 gegründete Spendenplattform aus Berlin, die von der UES – Gemeinnützige GmbH für effektives Spenden (Deutschland) sowie dem Effektiv Spenden Schweiz (ESS) (Schweiz) betrieben wird. Die gemeinnützige Plattform vermittelt und berät zu Spenden, die eine nachweislich stark überdurchschnittliche Wirksamkeit aufweisen.

## Tätigkeit
Die Plattform empfiehlt interessierten Spendern eine Auswahl gemeinnütziger (Hilfs-)Organisationen, deren Wirksamkeit wissenschaftlich belegt ist. Spender aus Deutschland und der Schweiz können sich auf der Plattform über die empfohlenen Organisationen informieren sowie abzugsfrei an diese spenden.
Angesprochen werden sollen Spender, die besonders an Transparenz, erwiesener Wirksamkeit (Effektivität) und einer überdurchschnittlichen Kosten-Nutzen-Relation (Effizienz) gemeinnütziger Organisationen interessiert sind. Die Betreiber von Effektiv Spenden gehen davon aus, dass die von ihnen empfohlenen Hilfsorganisationen mit den gleichen Mitteln etwa zehnmal wirksamere Ergebnisse erbringen als vergleichbare Einrichtungen. Einige bezeichnen sie sogar als 100-mal so effektiv wie eine durchschnittliche Organisation. Für die Auswahl der empfohlenen (Hilfs-)Organisationen arbeitet die Plattform Effektiv Spenden mit einer Reihe von anderen anerkannten Institutionen zusammen, die vergleichbare Ziele verfolgen, u. a. mit GiveWell, Giving What We Can, The Life You Can Save, Founders Pledge sowie Animal Charity Evaluators.
Die Spendenplattform bietet zudem kostenfreie Spendenberatungen an, die sich sowohl an Privatpersonen als auch an Unternehmen richten.

## Betrieb und Finanzierung
Der Betrieb der Plattform wird ausschließlich durch Spenden von Einzelpersonen und gemeinnützigen Organisationen finanziert. Bislang größter Einzelspender der Plattform ist die US-amerikanische Stiftung Open Philanthropy mit einem Fördervolumen von 2,18 Mio. Euro. Effektiv Spenden beschäftigt rund 9 Mitarbeiter (Stand Mai 2025).

## Vermitteltes Spendenvolumen
Nach eigenen Angaben konnte Effektiv Spenden bis einschließlich 2024 mehr als 80 Mio. Euro von mehr als 28.000 Spendern für gemeinnützige Organisationen sammeln, davon allein 19,0 Mio. Euro im Jahr 2023. Dabei verteilten sich die Spenden im Jahr 2024 wie folgt auf die verschiedenen Themenfelder, die Effektiv Spenden verfolgt:
- Armut bekämpfen: 12,1 Mio. Euro
- Klima schützen: 5,3 Mio. Euro
- Tierleid verringern: 1,7 Mio. Euro
- Zukunft bewahren: 1,4 Mio. Euro
- Sonstiges (u. a. Demokratie verteidigen): 1,6 Mio. Euro

## Kritik
Die Auswahl der Förderempfehlungen auf der Plattform basiert überwiegend auf wissenschaftlichen Veröffentlichungen sowie auf Daten, mit denen die Wirksamkeit sowohl von Interventionen als auch Organisationen belegt wird. Kritiker dieses Ansatzes bemängeln, dass Maßnahmen, die sich einer (eindeutigen) Messbarkeit entziehen, grundsätzlich ausgeschlossen seien. Zudem würden Organisationen nicht berücksichtigt, die zu klein seien, um eine externe Untersuchung ihrer Wirksamkeit zu finanzieren.

## Auszeichnungen
- 2022: Wahl zur „Top Charity“ der Organisation Giving what we can